# Lijst van burgemeesters van Kaster
Dit is de lijst van burgemeesters van Kaster, een voormalige gemeente in de Belgische provincie West-Vlaanderen, tot de fusie met Anzegem in 1977.
- 1800-1806 : Jean Baptiste Deman (1752-1824)
- 1806-1821 : Jean Francies Standaert (1760-1821)
- 1821-1827 : Petrus Deschietere (1788-1827)
- 1828-1836 : Martin Louis Teirlinck (1781-1872)
- 1836-1852 : Franciscus Detollenaere (1779-1859)
- 1852-1875 : Joannes-Baptista Vandamme (1799-1875)
- 1875-1881 : Petrus-Franciscus Gerniers (1800-1881)
- 1882-1894 : Edward Van Cauwenberghe (1839-1909)
- 1894-1939 : Victor Gerniers (1849-1939)
- 1939-1946 : Maurice Cyriel August Ardenois (1887-1951)
- 1947-1957 : Odon Platteau (°1911)
- 1958-1976 : Joël De Stoop (°1914)